# Soling i segling vid olympiska sommarspelen 1988
Soling i segling vid olympiska sommarspelen 1988 avgjordes 20–27 september 1988 i Seoul.

### Daglig ställning

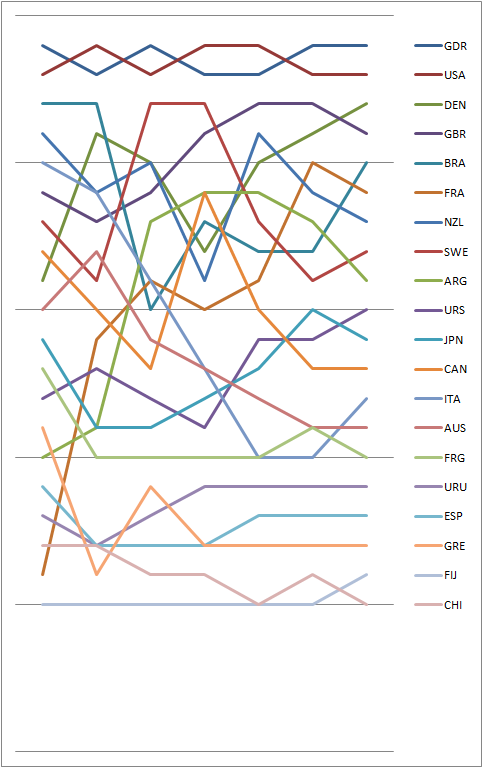
En graf som visar de dagliga ställningarna i soling vid olympiska sommarspelen 1988.

## Medaljörer
| Event  | Guld                                           | Silver                                               | Brons                                        |
| Soling | Jochen Schümann Thomas Flach Bernd Jäkel (GDR) | John Kostecki William Baylis Robert Billingham (USA) | Jesper Bank Jan Mathiasen Steen Secher (DEN) |

## Resultat
| Placering | Styrman (Land)              | Besättning                            | Lopp I    | Lopp I | Lopp II   | Lopp II | Lopp III  | Lopp III | Lopp IV   | Lopp IV | Lopp V    | Lopp V | Lopp VI   | Lopp VI | Lopp VII  | Lopp VII | Total- poäng | Totalt -1 |
| Placering | Styrman (Land)              | Besättning                            | Placering | Poäng  | Placering | Poäng   | Placering | Poäng    | Placering | Poäng   | Placering | Poäng  | Placering | Poäng   | Placering | Poäng    | Total- poäng | Totalt -1 |
| --------- | --------------------------- | ------------------------------------- | --------- | ------ | --------- | ------- | --------- | -------- | --------- | ------- | --------- | ------ | --------- | ------- | --------- | -------- | ------------ | --------- |
| 1         | Jochen Schümann (GDR)       | Thomas Flach Bernd Jäkel              | 1         | 0,0    | 3         | 5,7     | 2         | 3,0      | 6         | 11,7    | 1         | 0,0    | 1         | 0,0     | 2         | 3,0      | 23,4         | 11,7      |
| 2         | John Kostecki (USA)         | William Baylis Robert Billingham      | 2         | 3,0    | 1         | 0,0     | 4         | 8,0      | 1         | 0,0     | 2         | 3,0    | 5         | 10,0    | 1         | 0,0      | 24,0         | 14,0      |
| 3         | Jesper Bank (DEN)           | Jan Mathiasen Steen Secher            | 9         | 15,0   | 2         | 3,0     | 12        | 18,0     | 15        | 21,0    | 4         | 8,0    | 2         | 3,0     | 3         | 5,7      | 73,7         | 52,7      |
| 4         | Lawrie Smith (GBR)          | Edward Leask Jeremy Richards          | 6         | 11,7   | 8         | 14,0    | 6         | 11,7     | 3         | 5,7     | 5         | 10,0   | 8         | 14,0    | RET       | 27,0     | 94,1         | 67,1      |
| 5         | Jose Paulo Dias (BRA)       | Jose Augusto Dias Christoph Bergman   | 3         | 5,7    | 6         | 11,7    | DSQ       | 27,0     | 5         | 10,0    | 11        | 17,0   | 9         | 15,0    | 4         | 8,0      | 94,4         | 67,4      |
| 6         | Michel Kermarec (FRA)       | Stanislas Dripaux Xavier Phelipon     | 19        | 25,0   | 4         | 8,0     | 5         | 10,0     | 11        | 17,0    | 6         | 11,7   | 6         | 11,7    | 5         | 10,0     | 93,4         | 68,4      |
| 7         | Thomas Dodson (NZL)         | Simon Daubney Aran Hansen             | 4         | 8,0    | 9         | 15,0    | 7         | 13,0     | 16        | 22,0    | 3         | 5,7    | 15        | 21,0    | 6         | 11,7     | 96,4         | 74,4      |
| 8         | Lennart Persson (SWE)       | Eje Oberg Tony Wallin                 | 7         | 13,0   | 10        | 16,0    | 3         | 5,7      | 4         | 8,0     | RET       | 27,0   | 12        | 18,0    | 11        | 17,0     | 104,7        | 77,7      |
| 9         | Santiago Lange (ARG)        | Pedro Ferrero Raúl Lena               | 15        | 21,0   | 13        | 19,0    | 1         | 0,0      | 8         | 14,0    | 8         | 14,0   | 11        | 17,0    | 12        | 18,0     | 103,0        | 82,0      |
| 10        | Georgy Shayduko (URS)       | Oleg Miron Nikolai Poliakov           | 13        | 19,0   | 11        | 17,0    | 11        | 17,0     | 10        | 16,0    | 7         | 13,0   | 4         | 8,0     | 7         | 13,0     | 103,0        | 84,0      |
| 11        | Kazunori Komatsu (JPN)      | Kazuo Hanaoka Tadashi Ikeda           | 11        | 17,0   | 17        | 23,0    | 8         | 14,0     | 7         | 13,0    | 10        | 16,0   | 3         | 5,7     | 13        | 19,0     | 107,7        | 84,7      |
| 12        | Robert Paul Thomson (CAN)   | Robert Stuart Flinn Philip Gow        | 8         | 14,0   | 12        | 18,0    | 13        | 19,0     | 2         | 3,0     | RET       | 27,0   | 13        | 19,0    | 10        | 16,0     | 116,0        | 89,0      |
| 13        | Gianluca Lamaro (ITA)       | Aurelio Dalla Vecchia Valerio Romano  | 5         | 10,0   | 7         | 13,0    | 14        | 20,0     | 17        | 23,0    | RET       | 27,0   | 10        | 16,0    | 9         | 15,0     | 124,0        | 97,0      |
| 14        | Robert Wilmot (AUS)         | Matthew Percy Glenn Read              | 10        | 16,0   | 5         | 10,0    | 15        | 21,0     | 13        | 19,0    | 12        | 18,0   | 16        | 22,0    | 8         | 14,0     | 120,0        | 98,0      |
| 15        | Jens-Peter Wrede (FRG)      | Matthias Adamczewski Stefan Knabe     | 12        | 18,0   | 18        | 24,0    | 10        | 16,0     | 14        | 20,0    | 9         | 15,0   | 7         | 13,0    | 14        | 20,0     | 126,0        | 102,0     |
| 16        | Horacio Carabelli (URU)     | Heber Ansorena Luis Chiaparro         | 17        | 23,0   | 15        | 21,0    | 16        | 22,0     | 9         | 15,0    | 14        | 20,0   | 19        | 25,0    | 15        | 21,0     | 147,0        | 122,0     |
| 17        | Antonio Gorostegui (ESP)    | Jaime Monjo Domingo Manrique          | 16        | 22,0   | 16        | 22,0    | 18        | 24,0     | 12        | 18,0    | 13        | 19,0   | 17        | 23,0    | RET       | 27,0     | 155,0        | 128,0     |
| 18        | Anastasios Bountouris (GRE) | Georgios Prekas Dimitrios Deligiannis | 14        | 20,0   | RET       | 27,0    | 9         | 15,0     | 18        | 24,0    | DSQ       | 27,0   | 14        | 20,0    | RET       | 27,0     | 160,0        | 133,0     |
| 19        | David Ashby (FIJ)           | Colin Dunlop Anthony C, Philp         | 20        | 26,0   | 19        | 25,0    | 17        | 23,0     | 20        | 26,0    | 15        | 21,0   | 20        | 26,0    | 16        | 22,0     | 169,0        | 143,0     |
| 20        | Mannel Gonzalez (CHI)       | Rodrigo Zvazola German Schacht        | 18        | 24,0   | 14        | 20,0    | 19        | 25,0     | 19        | 25,0    | RET       | 27,0   | 18        | 24,0    | RET       | 27,0     | 172,0        | 145,0     |